# 长株潭经济一体化

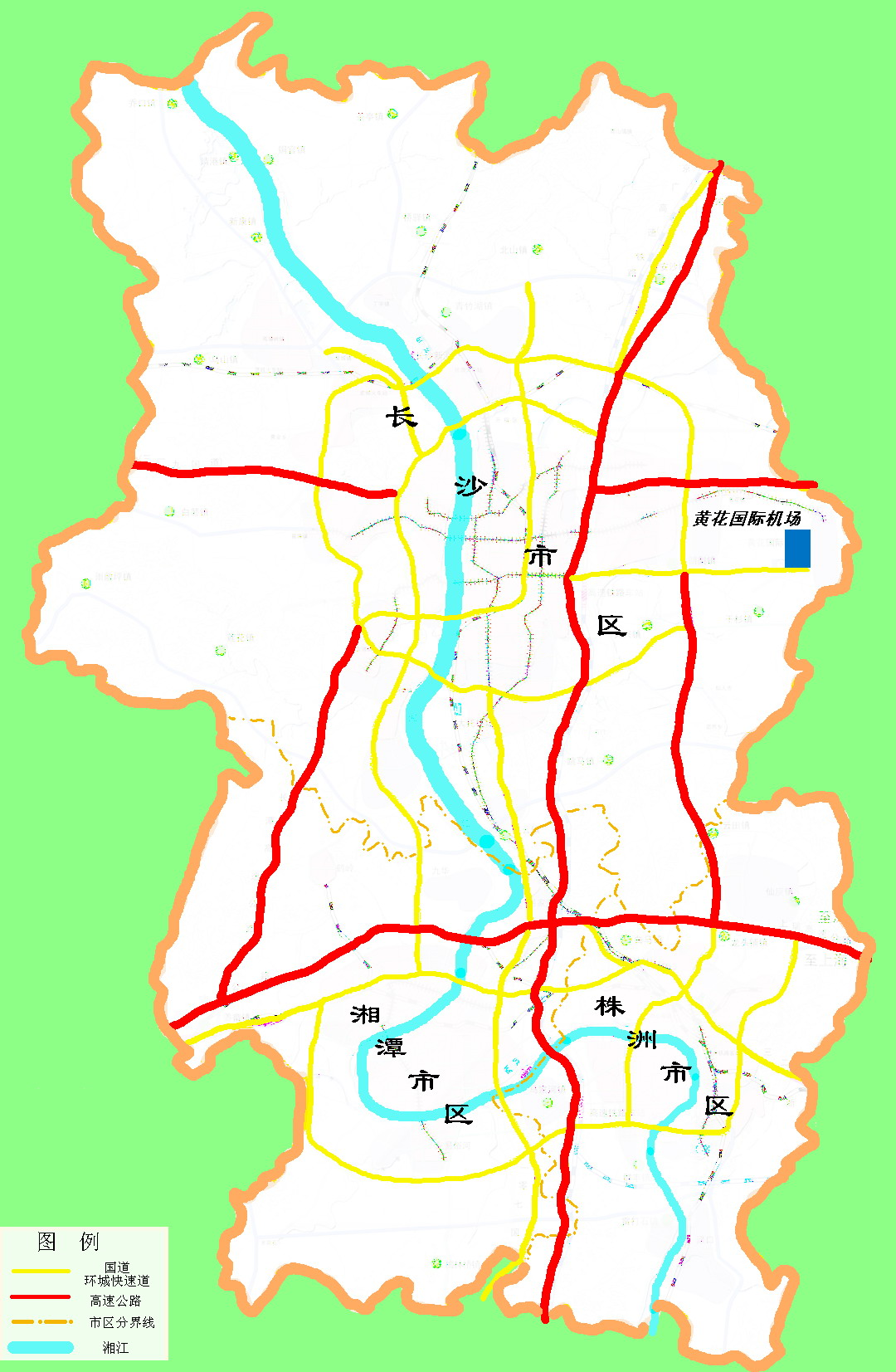
2005年长株潭三市交通规划简图

长株潭经济一体化是湖南省政府为了进一步整合促进长株潭城市群的经济发展与城市发展所提出的宏观规划。目标是通过包括资源、市场在内的经济要素的一体化促进三市集群经济的规模，提高以长沙为核心的长株潭城市群的核心竞争力和综合实力，以及区域辐射力，并进而促进长沙、株洲和湘潭地区社会生活的融合。主要内容体现于相关的城市与区域发展规划和经济发展计划之中：包括对于交通网络、电力网路、通讯和信息资源、金融结算系统和环境治理的共同规划；强调城市区域的合理分工和产业一体化，三个城市通过政府规划、市场调节，在原有传统产业的基础上形成优势互补的区域产业发展格局；通过一体化过程引导未来功能定位、企业组织和产业发展方向。

## 长株潭城市群概况
长株潭城市群是长株潭经济一体化的目标区域。
长沙、湘潭、株洲三个城市分别发端于春秋战国、唐朝以及中华民国时期，三个城市呈品字状相邻分布于湘江下游，彼此城市中心直线距离分别为：长沙与湘潭、株洲40公里，湘潭与株洲20公里。历史上多数时期三地同属于大长沙，联系紧密。春秋战国以初建的长沙城为治所的行政区管辖长株潭以及周边地区。虽东汉以后唐以前现在的湘潭市区与湘潭县地与长沙分治于不同的行政区。但自唐朝始置的湘潭县，一直隶属于治所在长沙的州、路、府等二级行政区，直到1922年直辖于省。自唐朝起今株洲市区一直是湘潭县的一部分，直至1951年从湘潭县析置。
现在长沙、株洲、湘潭三市，随着城市规模的扩大，实际距离已进一步缩小，以各自实际建成区边缘来测量，湘潭、株洲与长沙距离20公里，而株洲与湘潭只相距10公里。
长株潭城市群为目前湖南省经济发展与城市化的核心地区，三市分别是湖南省第1、第3、第4大的城市（按市区非农业人口统计）。土地总面积占全省13.3%，（户籍）总人口占湖南省总人口19.0%，长沙占9.2%（2005年）。地区生产总值2412.6亿元，占湖南省37.3%，长沙占23.5%（2005年）。人均地区生产总值分别位居湖南省第1、2、3位。三市工业增加值共830.9亿元，占湖南省37.8%，长沙占21.4%（2005年）。进出口总额40.38亿元，占湖南省67.2%，长沙占44.7%（2005年）。
在实际传统产业基础方面，长沙以电子信息、工程机械、食品、生物制药为主，株洲以交通运输设备制造、有色冶金、化工原料及其制造为主，湘潭以黑色冶金、机电与机械制造、化纤纺织、化学原料及精细化工为主，其规模和比重在各自城市基础工业方面均为主导部分。针对未来的发展方向，长沙提出“重点加快天心生态新城建设，推动一体化进程在地理空间上的实质性进展”、“以高新技术产业为主导，制造业和服务业为主体”；株洲推出“东提西拓，合拢三角”和“打造轨道交通设备制造业基地、突出有色深加工、化工、陶瓷产业优势”；湘潭提出了“东扩西改”和“建设先进制造业中心、现代物流中心、生态休闲中心”。
湖南省于2005年10月正式公布长株潭城市群区域规划，从城市群发展的途径提出了对长株潭经济一体化的新的具体规划。该规划所界定的长株潭城市群分为两个层次，第一层次为三市市域共2.8万平方公里，第二层次为规划的目标区域，即长株潭城市群的核心区域，包括长沙市2893平方公里，湘潭市870平方公里，以及株洲市740平方公里。城市群核心地区呈现“一主两副环绿心”的空间结构：以长沙为主核心，株洲、湘潭为两个次核心，三市结合部金三角地区为绿心。包括3个主中心组团、4个次中心组团以及15个片区组团和29个小城镇组团。城镇分布以京广铁路、京珠高速公路、107国道及湘江生态经济带为主轴；以319国道、320国道和上瑞高速为次轴；以湘乡至韶山公路和106国道为辅轴，形成以长沙、株洲、湘潭为核心和中心结点的放射状城镇布局。规划包括交通、能源、环保等12大门类119个重大项目，还创新提出对生态环境保护空间、产业集群载体空间、基础设施导向空间和城市开发建设空间“四大空间”的协调。

## 提出

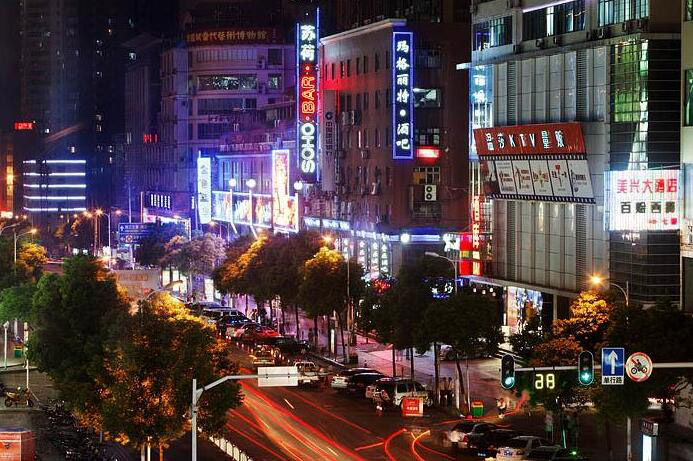
长沙解放西路酒吧一条街

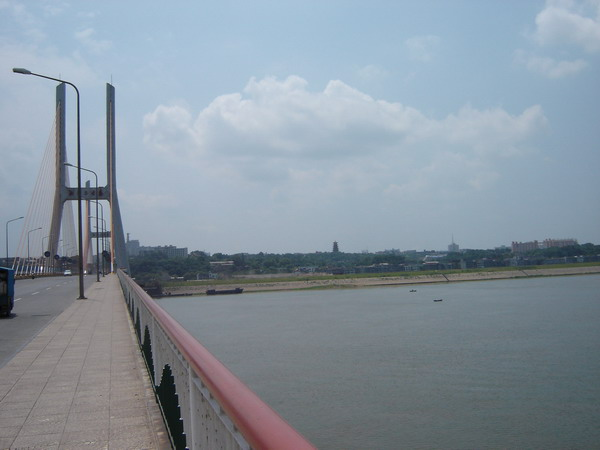
湘潭湘江暨三大桥

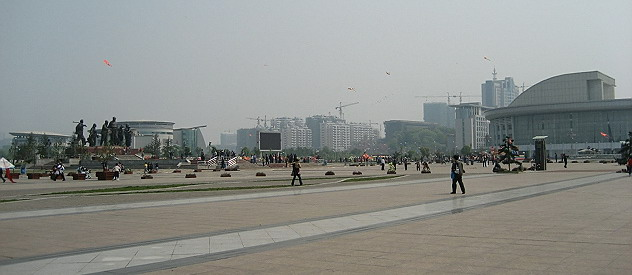
湘潭新城行政中心区

“长株潭一体化”作为设想和议题存在很久。中华人民共和国成立不久，有人提出把湘潭和长沙组建“毛泽东城”的设想遭到反对。1982年12月，当时的湖南省社科院张萍正式把“长株潭经济区”（金三角一体化）以提案的形式在湖南省政协六届四次会议上提出，1984年11月10日湖南省委对其建议给予肯定，“长株潭经济一体化”自此受到重视。1997年，湖南省委、省政府正式提出长株潭经济一体化发展战略。2005年1月28日，益阳的代表王建武正式申报加入“长株潭经济圈”。2005年10月省政府正式批准长株潭城市群区域规划。

## 进程
- 1992年湖南省政府成立了“长株潭区域规划领导小组”及其办公室，具体由发展改革委员会负责，三城市相应成立了工作组。由中国城市规划设计研究院接受设计任务。
- 2003年5月10日，中国联通取消三市之间CDMA长途、漫游费，两地通话算市话。
- 2003年7月24日湖南省人民政府第12次常务会议通过《湖南省湘江长沙株洲湘潭段生态经济带建设保护办法》，自2003年9月1日起施行。湘江生态经济带规划范围面积约468.86平方公里，包括长沙、株洲、湘潭三城市的城区滨江地带。
- 2004年长株潭城市群区域规划草案出台。11月向社会公示，征求各方意见。
- 2004年8月，湖南省与世界银行签署长株潭城市发展项目贷款协议，世界银行首期提供贷款1.72亿美元，用于湘江生态经济带、长沙市长善垸污水处理厂、株洲洁净煤工程与湘潭昭山景区恢复建设四个项目。
- 2005年益阳提出加入长株潭经济圈。
- 2005年上半年，长株潭三市完成GDP总量1005.85亿元，半年总量首次突破千亿。
- 2005年9月1日，湘江生态经济带的重点工程：长株潭湘江防洪景观带开工建设，连接三市的湘江防洪景观带全长128公里，总投资20多亿元，预计2008年12月完工。
- 2005年9月25日，长沙生态动物园在长沙城南暮云镇开始动工，这是“绿心”的重要组成。
- 2005年9月30日，株洲大道竣工通车，全长4.1公里。是主要在原一级公路天易公路（连接株洲市天元区与湘潭县易俗河镇）基础上改造而成的城市主干道。东起东湖立交桥，西至京珠高速公路大石桥收费站（近湘潭边界）。
- 2005年10月，湖南省人民政府正式批准长株潭城市群区域规划，湖南省发展与改革委员会于19日正式公布了规划内容，这标志着中国内陆第一个城市群区域规划正式出台。
- 2006年1月5日湖南省政府向国家发展与改革委员会申报将长株潭城市群设为国家综合改革试验区。
- 2006年2月28日公布的统计公报显示，长株潭三市GDP总量为2412.6亿元，增长14%，首次超过武汉（2286.69亿元）。
- 2006年6月27日-28日，第一届长株潭三市党政领导联席会议在长沙召开，三市市长在会上签署了《长株潭区域合作框架协议》。
- 2007年2月 长株潭公交车正式开通。
- 2007年12月经报请国务院同意，国家发展和改革委员会批准长沙、株洲、湘潭城市群为全国资源节约型和环境友好型社会建设综合配套改革试验区。
- 2008年12月22日，《长株潭城市群两型社会建设综合配套改革总体方案》、《长株潭城市群区域规划2008—2020》获准实施。
- 2009年1月1日，长沙株洲湘潭三地互拨电话统一按市话收费，并决定在7月1日统一区号为0731。
- 2009年1月4日，长株潭“两型办”正式成立。
- 2009年6月29日，「长株潭」三市实现通信一体化，统一区号为0731，拨打长沙的固定电话，需在原号码前加8；拨打株洲的固定电话，在原号码前加2；拨打湘潭的固定电话，在原号码前加5。

## 现实问题
长株潭经济一体化面对的最大的直接困难在于三市行政分隔所造成的地域壁垒，三市习惯于以本市利益为出发点，少有区域经济的自发性合作与分工。另外相对于东部沿海地区，湖南经济与城市发展的相对滞后是制约长株潭城市群发展的根本因素。